# プティ・ガスコン・サントンジョワ
プティ・ガスコン・サントンジョワ（仏：Petit Gascon Saintongeois）は、フランス原産のセントハウンド犬種のひとつである。別名はスモール・ガスコン・サントンジョワ。

## 歴史
もともとは副産物のような存在の犬であった。1840年代にグラン・ガスコン・サントンジョワの作出が開始されて交配が重ねられていったが、このときに生まれたサイズがスタンダード（犬種基準）に満たなかった犬を個別に繁殖させて品種化したものである。
主にノウサギを狩ることを専門として使われた。パックまたは単独でノウサギの臭いを追跡し、発見すると自ら仕留める。尚、追跡の際には定期的に吠え声を上げ、主人に自分の居場所を教えた。
今日は希少化が進み、絶滅が危惧されている。フランス国外ではほとんど飼育されていない。原産国ではショードッグ、実猟犬として飼育される個体が大半で、ペットとして飼育されているものは珍しい。

## 特徴
グラン・ガスコン・サントンジョワとの違いはサイズ以外にほとんど無い。このほかの違いは耳の幅が狭いことや首が若干長めであることなどである。筋肉質で引き締まった体つきをしていて、頭部は小さめで、首は短く脚は長い。頭頂部は突出していて、マズルは短めでストップは浅い。胸は広めで、力はやはり強い。走るのは早い。耳は前方についた長めの垂れ耳、尾は先細りで飾り毛のない垂れ尾。コートは滑らかなスムースコートで、毛色はベースがホワイトで、それにブラックの斑とティッキング、及び目の上にタンのマーキングが入ったもの。頭部にもブラックのマーキングが入る。体高は雄52〜60cm、雌50〜56cmで体重は雌雄共に25kg前後の中型犬。性格は忠実で愛情深く、知的。グランと比べるとより扱いやすい気性だが、しつけの飲み込みと状況判断力はその分わずかに劣るともいわれる。運動量は多く、低い吠え声はよく響くので都心部の飼育には不向きである。比較的外交的な犬種で、他の犬との協調性は高く友好的である。かかりやすい病気は股関節形成不全などがある。